# 阿姆勞蒂縣

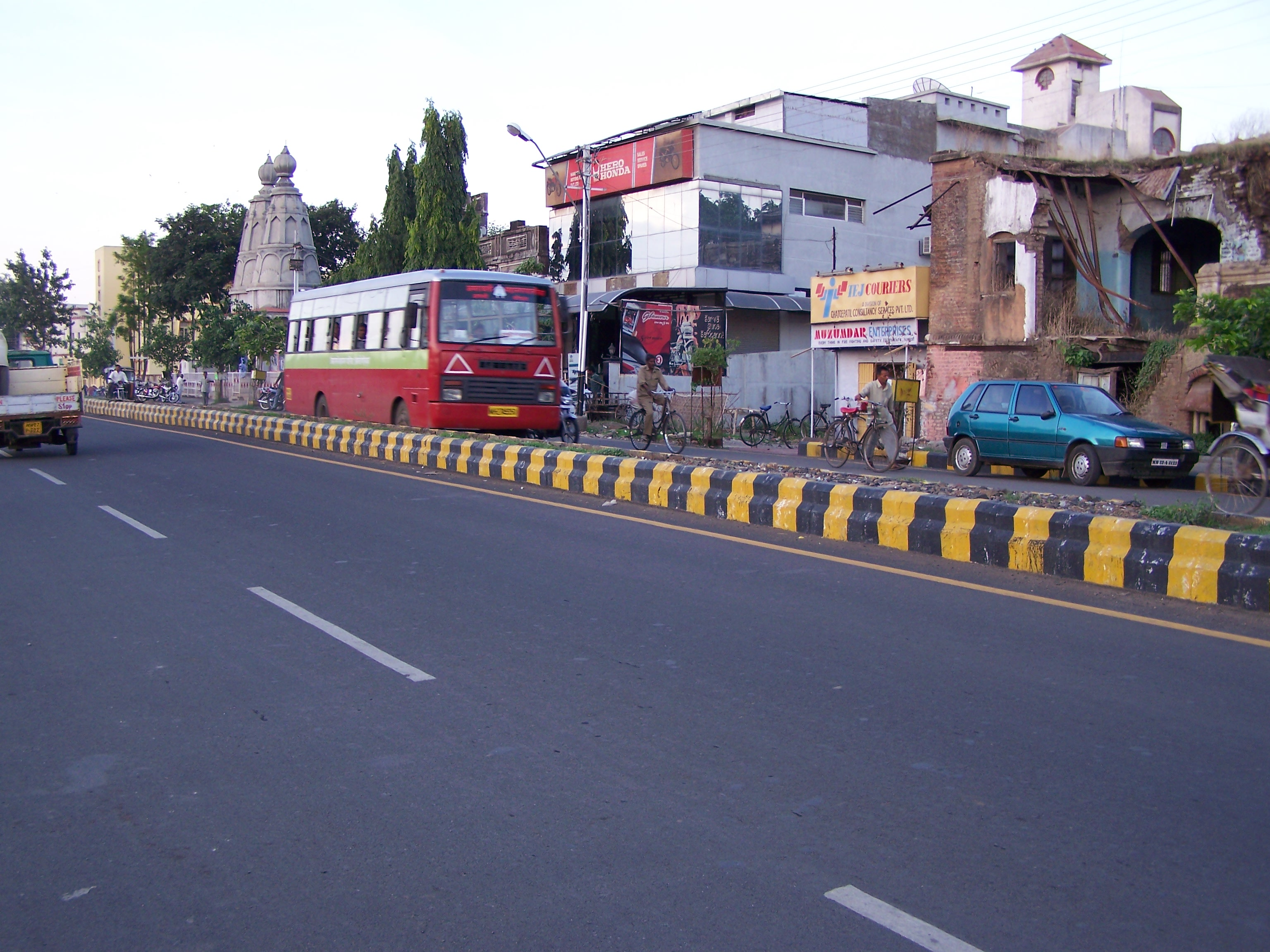

阿姆勞蒂縣是印度的一個縣，位於該國西部，由馬哈拉施特拉邦負責管轄，面積12,235平方公里，人口在2001至2011年期間增長10.77%，2011年人口2,887,826，人口密度每平方公里236人。

## 外部連結
- Amravati district official website （页面存档备份，存于）